# Парламентские выборы в Науру (1973)
Парламентские выборы в Науру прошли 15 декабря 1973 года. В стране не было политических партий, все кандидаты были независимыми. 
По сравнению с предыдущим парламентом произошли два изменения: Ауди Дабвидо сменил Бобби Эо, а Людвиг Кеке сменил Альфреда Дика. Хаммер Деробурт был переизбран президентом новым Парламентом.

## Результаты
| Партия                             | Голоса | %   | Места |
| ---------------------------------- | ------ | --- | ----- |
| Независимые                        |        | 100 | 18    |
| Недействительных/пустых бюллетеней |        | –   | –     |
| Всего                              | 1 148  | 100 | 18    |
| Источник: Nohlen et al.            |        |     |       |